# Крістал Істмен
Крістал Кетрін Істмен (англ. Crystal Eastman; 25 червня 1881 — 28 липня 1928) — американська юристка, антимілітаристка, феміністка, соціалістка та журналістка. Найбільше її пам'ятають як лідерку боротьби за виборче право для жінок, як співзасновницю та співредакторку разом зі своїм братом Максом Істменом журналу про радикальне мистецтво та політику The Liberator, співзасновницю Міжнародної жіночої ліги за мир і свободу і співзасновницю Американського союзу громадянських свобод у 1920 році. У 2000 році вона була введена до Національної жіночої зали слави в Сенека-Фоллз, Нью-Йорк.

## Молодість і освіта

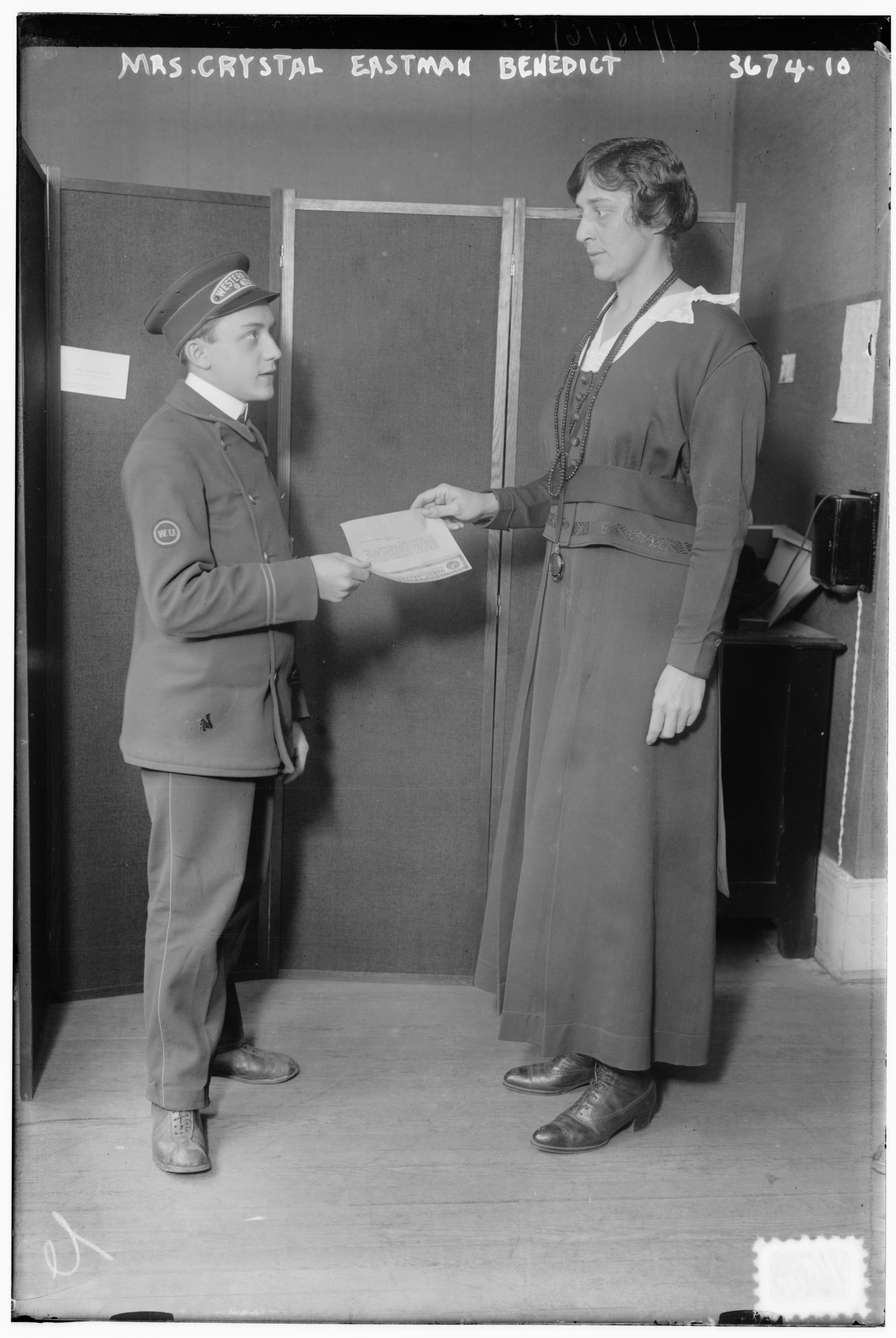
Кріістал Кетрін Істман в 1915 році.

Крістал Істман народилася в Мальборо, штат Массачусетс, 25 червня 1881 року, третьою з чотирьох дітей. Її старший брат, Морган, народився в 1878 році і помер в 1884 році. Другий брат, Анстіс Форд Істмен, який став загальним хірургом, народився в 1878 році і помер у 1937 році. Макс був наймолодшим, 1883 року народження.
У 1883 році їхні батьки, Семюел Елайджа Істман і Анніс Берта Форд, перевезли сім'ю в Канандайгуа, Нью-Йорк. У 1889 році їх мати стала однією з перших жінок, висвячених у протестантські священиці в Америці, коли вона стала служителькою конгрегаційної церкви. Її батько також був священиком конгрегації, і вони служили пасторами в церкві Томаса К. Бічера поблизу Ельміри. Цю церкву відвідйвала сім'я Марка Твена,томуі саме через це спільне спілкування молода Крістал також познайомилася з письменником.
Ця частина Нью-Йорка була в так званому «спаленому районі». Під час Другого Великого пробудження на початку ХІХ століття його кордон був центром євангелізації та значного релігійного хвилювання, що призвело до заснування таких вірувань, як міллеризм і мормонізм. У передвоєнний період деякі були натхненні релігійними ідеалами, щоб підтримувати такі прогресивні соціальні справи, як аболіціонізм і підземна залізниця.
На Крістал і її брата Макса Істмена вплинула ця гуманітарна традиція. Він став соціалістичним активістом у ранньому віці, і Крістал мала з ним кілька спільних справ. Вони були поруч протягом усього її життя, навіть після того, як він став більш консервативним.
Брати та сестри жили разом кілька років на 11-й вулиці в нью-йоркському районі Гринвіч-Вілледж серед інших радикальних активістів та активісток. Група, включаючи Іду Рау, Інес Мілголланд, Флойда Делла та Доріс Стівенс, також проводила літо та вихідні в Кротоні-он-Гадсоні, де Макс купив будинок у 1916 році.
У 1903 році Крістал закінчила Вассарський коледж та отримав ступінь магістра мистецтв із соціології (на той час відносно нова галузь) у Колумбійському університеті в 1904 році. Потім вона відвідувала юридичний факультет Нью-Йоркського університету, який закінчила в 1907 році другою у своєму класі. Здобуваючи ступінь магістра, Істмен працювала ночами керівником організації відпочинку в Поселення Гринвіч Гаус, де вона зустріла Пола Келлога.

## Соціальні зусилля
Піонер соціальної роботи та редактор журналу Пол Келлоґ запропонував Крістал її першу роботу, дослідити умови праці для The Pittsburgh Survey. Її доповідь «Нещасні випадки на виробництві та закон» (1910) стала вирішальним інструментом у боротьбі за здоров'я та безпеку праці, першою зброєю в боротьбі за права людей. У 1909 році суддя Чарльз Еванс Г'юз, який на той час був губернатором штату Нью-Йорк, призначив Істмен членом Комісії штату Нью-Йорк з питань відповідальності працівників і причин нещасних випадків на виробництві, безробіття та браку робочої сили на фермі. Першою жінкою, призначеною членом комісії, вона розробила перший закон про компенсацію працівникам, модель, яка стала стандартом для США. Під час президентства Вудро Вільсона з 1913 по 1914 рр. вона продовжувала боротьбу за безпеку та гігієну праці, працюючи слідчим повірений Комісії США з промислових відносин. Вона виступала за «пожертвування материнства», за допомогою яких матері малолітніх дітей отримували б грошову допомогу. Вона стверджувала, що це зменшить вимушену залежність матерів від чоловіків, а також розширить економічні можливості жінок.

## Емансипація
Воллес Дж. Бенедикт був страховим агентом у Мілвокі, штат Вісконсін, тому, коли у 1911 році Крістал вийшла за нього заміж, вона після весілля переїхала до нього. Там вона керувала невдалою кампанією виборчого права у Вісконсіні 1912 року.
Розлучившись у 1913 році, вона повернулася на схід, де приєдналася до Еліс Пол, Люсі Бернс та інших у заснуванні войовничого Союзу Конгресу за жіноче виборче право, який став Національною жіночою партією. Після прийняття 19-ї поправки, яка надала жінкам право голосу в 1920 році, Істмен і Пол написали Поправку про рівні права (ERA), вперше представлену в 1923 році. Одна із небагатьох соціалістів та соціалісток, які підтримали ERA, Істмен попередила, що законодавство про захист жінок означатиме лише дискримінацію щодо жінок. Крістал стверджувала, що можна оцінити важливість ERA за інтенсивністю протидії їй, але вона вважала, що це все ще боротьба, варта боротьби. Вона також виступила з промовою «Тепер ми можемо почати» після ратифікації Дев'ятнадцятої поправки, окресливши роботу, яку необхідно виконати в політичній та економічній сферах для досягнення гендерної рівності.

## Мирні зусилля

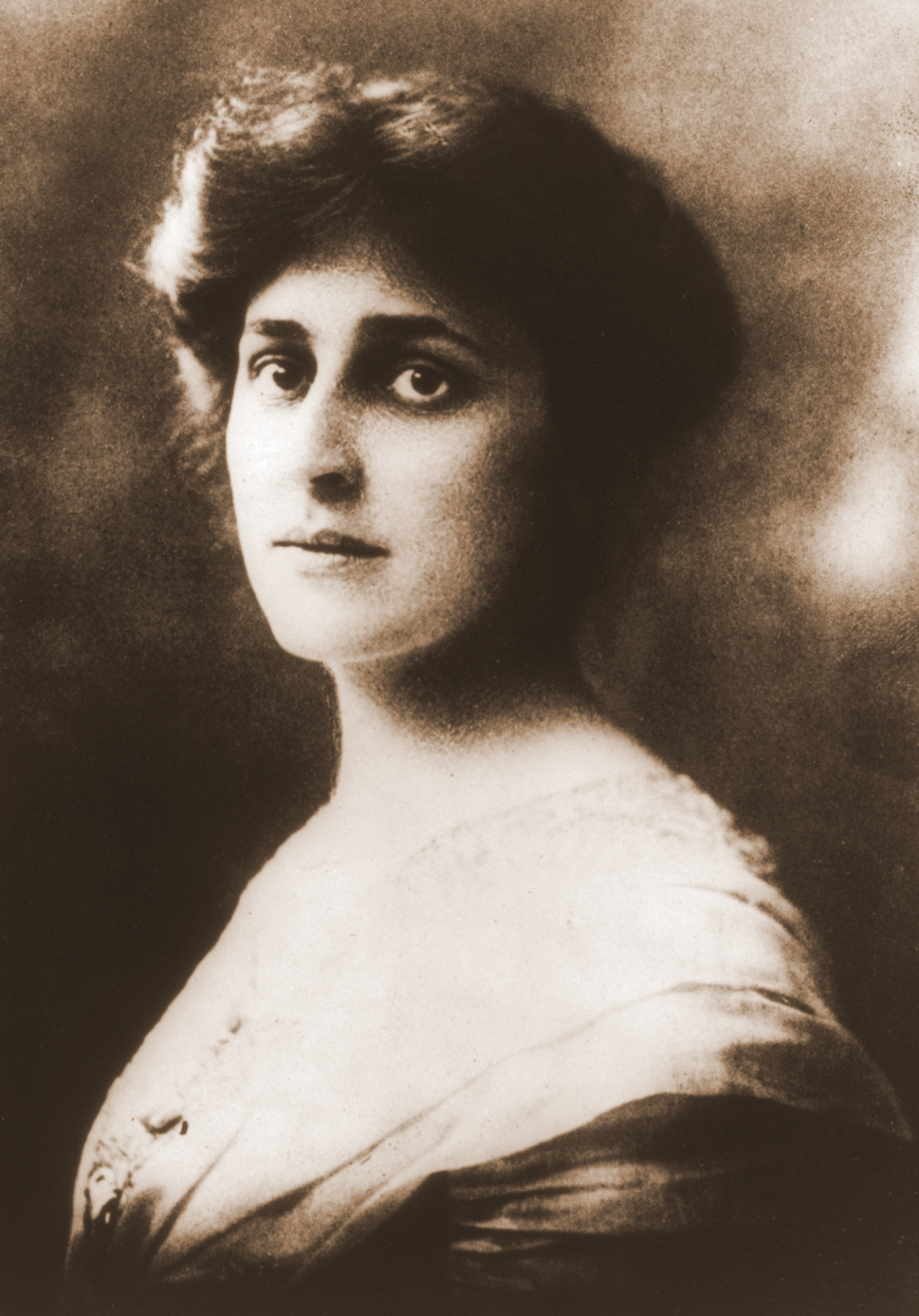
Крістал Істмен була відомою антимілітаристкою, яка допомогла заснувати Міжнародну жіночу лігу за мир і свободу.

Під час Першої світової війни Істмен була однією із засновниць Партії жіночого миру, до якої незабаром приєдналися Джейн Аддамс, Ліліан Волд та інші. Вона була президенткою Нью-Йоркського відділення спільноти. Перейменована на Міжнародну жіночу лігу за мир і свободу в 1921 році, вона залишається найстарішою існуючою жіночою організацією за мир. Крістал також стала виконавчою директоркою Американського союзу проти мілітаризму, який лобіював проти вступу Америки в європейську війну і більш успішно проти війни з Мексикою в 1916 році. Ця група прагнула усунути спекуляцію з виробництва зброї та виступала проти призову на військову службу, імперських авантюр та військового втручання.
Коли Сполучені Штати вступили в Першу світову війну, Істмен з Роджером Болдвіном і Норманом Томасом організувала разом Національне бюро громадянських свобод (NCLB) для захисту осіб, які відмовляються від військової служби через сумління, або, за її словами: «Підтримувати тут щось таке, до чого варто було б повернутися, коли закінчиться виснажлива війна». NCLB переросла в Американський союз громадянських свобод (ACLU), з Болдвіном на чолі та Істмен, яка працювала як повірена. Крістал вважається однією із засновників ACLU, але її роль як засновниці NCLB, можливо, була здебільшого проігнорована нащадками через її особисті розбіжності з Болдвіном.

## Шлюб і сім'я
У 1916 році Істмен вийшла заміж за британського редактора та антивоєнного активіста Волтера Фуллера, який приїхав до Сполучених Штатів, щоб керувати співом своїх сестер народних пісень. У них було двоє дітей, Джеффрі Фуллер, який народився в 1917 році, і Анніс Фуллер, яка народилася в 1921 році. Вирішивши залишити своє прізвище, Істмен досліджувала сімейні практики, спрямовані на сприяння гендерній рівності в царині шлюбу та сімейного життя. Публікація її сповідальної статті 1923 року під назвою «Шлюб під двома дахами» викликала бурю, оскільки Істмен розкрила особливості їхнього нетрадиційного способу життя. Вона стверджує, що проживати в двох окремих резиденціях краще, ніж в одній, оскільки це в кінцевому підсумку призводить до справжнього вираження сексуального бажання та подружньої любові, у свою чергу, сприяючи загальному щастю сім'ї. Істмен і Волтер працювали разом як активісти до кінця війни; потім він працював головним редактором The Freeman до 1922 року, коли повернувся до Лондона, Англія. Вісім років Істмен подорожувала на кораблі між Лондоном і Нью-Йорком, щоб бути з чоловіком. Волтер помер у 1927 році від інсульту, завершивши свою кар'єру редактора Radio Times для BBC.
Після того, як у 1917 році урядова цензура змусила закрити періодичне видання Макса Істмена The Masses, на початку 1918 року він і Крістал заснували радикальний журнал про політику, мистецтво та літературу Liberator. Вона та Макс спільно редагували його, поки не передали його вірним друзям у 1922 році.

### Післявоєнний час
Після війни Істман організувала Перший феміністичний конгрес у 1919 році. У Нью-Йорку її діяльність призвела до того, що вона була занесена до чорного списку під час Червоного переляку 1919—1920 років. Протягом 1920-х років Істмен була колумністкою феміністичного журналу Еліс Пол Equal Rights та британського феміністичного тижневика Time and Tide. Істмен стверджувала, що «життя було великою битвою для повної феміністки», але вона була переконана, що повна феміністка колись досягне повної перемоги.

### Смерть
Крістал Істмен померла 8 липня 1928 року від нефриту через рік після смерті її чоловіка. Її друзям було довірено виховувати двох її дітей, тоді сиріт, до повноліття.

## Спадщина
Істмен називають одним із найбільш занедбаних лідерок Сполучених Штатів, оскільки, хоча вона написала новаторське законодавство та створила довгострокові політичні організації, вона зникла з історії на п'ятдесят років. Фреда Кірчві, тодішня редакторка The Nation, під час її смерті написала: «Коли вона виступала перед людьми — чи то перед невеликим комітетом, чи перед натовпом, — серця билися швидше. Для тисяч людей вона була символом того, якою може бути вільна жінка».
Її промова «Тепер ми можемо почати», виголошена в 1920 році, входить до списку 100 найкращих промов ХХ століття за версією American Rhetoric під номером 83 (у списку за рангом).
У 2000 році Істмен була введена до (американської) Національної жіночої зали слави в Сенека-Фоллз, Нью-Йорк.
У 2018 році The Socialist, офіційне видання Соціалістичної партії США, опублікувало статтю «Згадуючи соціалістку-феміністку Крістал Істмен» Лізи Петріелло, яка була написана «у 90-ту річницю її [Істмен] смерті, щоб знову привернути увагу громадськості до її життя та спадщини».

## Робота

### Документи
Праці Істмен зберігаються в Гарвардському університеті.

### Публікації
Бібліотека Конгресу має такі публікації Істмен у своїй колекції, багато з них опубліковані посмертно:
- «Відповідальність роботодавців», критика, заснована на фактах (1909)
- Нещасні випадки на виробництві та закон (1910)
- Мексикансько-американський комітет миру (Мексикансько-американська ліга) (1916)
- Нещасні випадки на виробництві та закон (1969)
- Назустріч великим змінам: Крістал і Макс Істман про фемінізм, антимілітаризм і революцію, під редакцією Бланш Візен Кук (1976)
- Крістал Істман про жінок і революцію, редакція Бланш Візен Кук (1978)

### Політичні групи
- Національна жіноча партія
- Міжнародна жіноча ліга за мир і свободу
- Жіноча партія миру
- Міжнародна жіноча ліга за мир і свободу
- Американський союз проти мілітаризму
- Національне бюро громадянських свобод

### Інші
- Компенсація працівникам
- Комісія США з промислових відносин
- Дев'ятнадцята поправка